# Alounamouénou
Alounamouénou est un lieu habité situé en Côte d'Ivoire, dans le département de Prikro.